# Claus Marx
Claus Marx (* 21. August 1931 in Celle) ist ein deutscher emeritierter Professor für Maschinenbau im Fachgebiet Erdöl- und Erdgastechnik und ehemaliger Rektor der Technischen Universität Clausthal.

## Berufliche Laufbahn
Nach seinem Abitur am Hermann-Billung-Gymnasium in Celle studierte Claus Marx ab dem Wintersemester 1951/1952 Maschinenbau an der Technischen Hochschule Hannover mit den Vertiefungsfächern Werkzeugmaschinen, Tiefbohrkunde und Erdölgewinnung. In dieser Zeit wurde er Mitglied der Hannoverschen Burschenschaft Arminia. Nach Abschluss seines Hauptexamens 1956 nahm Marx eine Tätigkeit als Testingenieur bei der Firma Schlumberger und anschließend als Lagerstätteningenieur bei Wintershall auf. Ab 1964 war er als Technischer Leiter der Christensen Diamont Products in Celle tätig.
Parallel gab Marx mehrere Veröffentlichungen auf den Gebieten der Lagerstättentechnik, über Mess- und Testverfahren im Bohrloch, das Herrichten von Bohrungen für die Produktion (Komplettierung) sowie über Tief- und Flachbohrtechnik heraus und referierte auf Fachtagungen. Ab 1972 war er neben seiner beruflichen Tätigkeit externer Doktorand am Institut für Tiefbohrkunde und Erdölgewinnung (ITE) der Technischen Universität Clausthal und wurde am 17. Dezember 1973 mit einer Dissertation über das Thema "Untersuchung des Gesteinsbodens mit Diamantkronen" zum Dr.-Ing. promoviert.
Am 1. April 1975 erhielt Claus Marx eine Berufung zum Ordentlichen Professor und trat die Nachfolge von Professor Hubert Becker als Direktor des ITE an der TU Clausthal an. Er lehrte auf den Gebieten der Tiefbohrtechnik, Flachbohrtechnik, Erdöl- und Erdgasgewinnung sowie zunächst auch Lagerstättentechnik.
Bedingt durch die Ölkrise stieg der Bedarf an Forschung und Weiterentwicklung der Erdöl- und Erdgasförderung, so dass Marx das ITE um die Fachgebiete Erdgasfördertechnik, Erdgasspeichertechnik und Erdgasferntransport erweiterte. 1979 wurde eine zusätzliche Professur für Lagerstättentechnik eingerichtet. Parallel erhielt das ITE bauliche Erweiterungen um mehrere Versuchshallen, Prüfstände und Testanlagen.
Claus Marx war von 1975 bis 1982 Mitglied im Sachverständigenkreis für Energieforschung im Bundesministerium für Forschung und Technologie und 1988 bis 1994 Vertreter im Executive Board des Deutschen Nationalkomitees für die Vorbereitung der Welt-Erdöl-Kongresse. Seit 1972 gehörte Marx der Deutschen Wissenschaftlichen Gesellschaft für Erdöl, Erdgas und Kohle e. V. (DGMK) an und war zeitweise Mitglied des Vorstandes, wissenschaftlicher Beirat und wissenschaftlicher Herausgeber der Zeitschrift Erdöl Erdgas Kohle (EEK). Unter seinem Vorsitz fusionierte die Deutsche Vereinigung der Erdölgeologen und Erdölingenieure (DVGI) 1987 mit dem Fachbereich Aufsuchung und Gewinnung der DGMK. Am 28. April 1998 wurde Claus Marx die Carl-Engler-Medaille der DGMK verliehen.
Von 1981 bis 1983 war Marx Dekan des Fachbereichs Bergbau und Rohstoffe der Technischen Universität Clausthal, 1985 bis 1999 Dekan der Ingenieurwissenschaftlichen Fakultät. 1993 bis 1994 vertrat er die TU Clausthal als Prorektor und Rektor.
Nach seiner Emeritierung im Oktober 1999 blieb Marx der TU Clausthal und seinem Institut in beratender Tätigkeit erhalten und hielt bis 2003 Vorlesungen und Seminare. Seit 2010 lebt Marx in Owingen am Bodensee.

## Auszeichnungen
- Mitglied der Braunschweigischen Wissenschaftlichen Gesellschaft
- Gründungsmitglied der Niedersächsischen Akademie für Geowissenschaften
- Träger der Carl-Engler-Medaille der Deutschen Wissenschaftlichen Gesellschaft für Erdöl, Erdgas und Kohle (DGMK)
- Ehrendoktor der Akademie für Bergbau und Hüttenwesen Krakau, Polen
- Ehrendoktor der Öl- und Gasuniversität Ploiești, Rumänien

## Veröffentlichungen (Auswahl)
- Untersuchung des Gesteinsbohrens mit Diamantkronen; Clausthal: Techn. Univ., Fak. f. Bergbau, Hüttenwesen u. Maschinenwesen, Diss. 1973
- Untersuchungen der Materialbeanspruchung von Verrohrungen in übertiefen Bohrungen; Eggenstein-Leopoldshafen: Fachinformationszentrum Energie, Physik, Mathematik Karlsruhe, 1982
- Entwicklung neuer und Verbesserung bestehender Kerngewinnungsmethoden; Eggenstein-Leopoldshafen: Fachinformationszentrum Energie, Physik, Mathematik Karlsruhe, 1982
- Untersuchung von Ölfeldrohren grosser Dimension unter extremen Bohrlochbedingungen; Eggenstein-Leopoldshafen: Fachinformationszentrum Energie, Physik, Mathematik Karlsruhe, 1984
- Untersuchung der Belastbarkeit von Ölfeldrohren bis 7"; Eggenstein-Leopoldshafen: Fachinformationszentrum Energie, Physik, Mathematik Karlsruhe, 1986

Hinzu kommen etliche Buchbeiträge, Veröffentlichungen in Zeitschriften und Tagungsbeiträge.